# Eriodes barbata
Eriodes barbata – gatunek roślin z monotypowego rodzaju Eriodes z rodziny storczykowatych (Orchidaceae). Rośliny występują w Azji Południowo-Wschodniej w takich krajach i regionach jak: Asam, Chiny, wschodnie Himalaje, Mjanma, Tajlandia, Wietnam.

## Systematyka
Gatunek sklasyfikowany do plemienia Collabieae, podrodzina epidendronowe (Epidendroideae), rodzina storczykowate (Orchidaceae), rząd szparagowce (Asparagales) w obrębie roślin jednoliściennych.